# Sandrine Billiet
Pour les articles homonymes, voir Billiet.
Sandrine Billiet, née le 16 février 1990 à Bruges, est une judokate belge et cap-verdienne.

## Carrière
Sandrine Billiet remporte le Championnat de Belgique de judo en 2012 dans la catégorie des moins de 63 kg ainsi que les Jeux de la Francophonie de 2013 à Nice dans la même catégorie.
En raison de ses études et de son métier, elle fait des recherches sur les fédérations sportives dans le monde et est amenée à aller au Cap-Vert, dont elle prend la nationalité sportive,.
Elle dispute le match pour la médaille de bronze des championnats d'Afrique de judo 2020 à Antananarivo dans la catégorie des moins de 63 kg, qu'elle perd face à la Nigériane Enku Ekuta.
Elle est médaillée d'argent des championnats d'Afrique de judo 2021 à Dakar, perdant en finale de la catégorie des moins de 63 kg contre la Marocaine Sarah Harachi.
Elle est médaillée de bronze dans la catégorie des moins de 63 kg aux championnats d'Afrique de judo 2024 au Caire.